# Oficerska Szkoła Samochodowa
Oficerska Szkoła Samochodowa im. gen. Aleksandra Waszkiewicza (OSS) – szkoła Sił Zbrojnych PRL kształcąca kandydatów na oficerów służby samochodowej.
Szkoła powstała w lipcu 1945 roku w Bydgoszczy.  W październiku 1946 roku została przeniesiona do Koszalina. W maju 1947 roku połączono ją z Oficerską Szkołą Broni Pancernej i utworzono Oficerską Szkołę Broni Pancernej i Wojsk Samochodowych w Poznaniu. W październiku 1948 roku w Pile ponownie sformowano Oficerską Szkołę Samochodową na bazie 2 samodzielnego szkolnego pułku samochodowego. 23 sierpnia 1955 roku Minister Obrony Narodowej nadał szkole imię generała Aleksandra Waszkiewicza. W 1967 roku szkołę przekształcono w Wyższą Oficerską Szkołę Samochodową.

## Kadra i absolwenci szkoły
Komendanci
- ppłk Wacław Hryniewski (1945-1947)
- płk Czesław Wojciechowski (1948-1950)
- płk Kazimierz Underko (1950-1952)
- płk Walerian Danielewicz (1952-1953)
- płk dypl. Jan Prus (1953-1966)
- płk mgr inż. Jan Zieliński (1966-1969)

Wykładowcy
- Zbigniew Blechman

Absolwenci
- gen. broni Zbigniew Zalewski
- gen. bryg. Walerian Sowa
- płk Wilhelm Rzeszutko